# بترا شنايدر
بترا شنايدر (بالألمانية: Petra Schneider)‏ (11 يناير 1963 – ) هي سبّاحة، من ألمانيا، مثّلت بلادها في الألعاب الأولمبية الصيفية 1980، وسباحة في الألعاب الأولمبية الصيفية 1980 – سيدات 400 متر سباحة حرة ‏، وسباحة في الألعاب الأولمبية الصيفية 1980 – سيدات 400 متر فردي متنوع ‏.

## وصلات خارجية
- بترا شنايدر على موقع الاتحاد الدولي للسباحة (الإنجليزية)
- بترا شنايدر على موقع SwimRankings.net (الإنجليزية)
- بترا شنايدر على موقع قاعة مشاهير السباحة العالمية (الإنجليزية)
- بترا شنايدر على موقع أوليمبيديا (الإنجليزية)